# Prunus antioquensis
Prunus antioquensis är en rosväxtart som beskrevs av Perez-zab.. Prunus antioquensis ingår i släktet prunusar, och familjen rosväxter. Inga underarter finns listade i Catalogue of Life.